# Méga Kefalóvryso
Méga Kefalóvryso är en ort i Grekland.   Den ligger i prefekturen Trikala och regionen Thessalien, i den centrala delen av landet, 250 km nordväst om huvudstaden Aten. Méga Kefalóvryso ligger 124 meter över havet och antalet invånare är 770.
Terrängen runt Méga Kefalóvryso är huvudsakligen platt, men åt nordost är den kuperad. Terrängen runt Méga Kefalóvryso sluttar söderut. Runt Méga Kefalóvryso är det tätbefolkat, med 735 invånare per kvadratkilometer. Närmaste större samhälle är Trikala, 5,1 km sydost om Méga Kefalóvryso. Trakten runt Méga Kefalóvryso består till största delen av jordbruksmark.